# 北區 (臺中市)
北區位於臺灣臺中市中心，係由於1946年2月臺中市劃分區域時，其位於臺中市的北端而得名:302，並與中區、東區、南區、西區、北屯區、西屯區及南屯區屬於臺中市都心區域，區內人口約有14.4萬人，人口密度每平方公里約有2.1萬人，為中臺灣地區人口密度最高的三級行政區，在全國所有鄉鎮市區中，人口密度高居全國第九 。境內擁有多項文化資產、三所大學與四所高中，以及一中商圈等知名的大型商圈，是臺中市文化、教育與商業極度發達地區之一。

## 歷史
第二次世界大戰後，中華民國接收日本臺灣總督府所轄之區域，將原臺中州下臺中市的新高町、梅枝町、邱厝子、賴厝廍、乾溝子、宮北，合併成立「北區」。
歷年所屬行政區列表
| 起訖年份   | 隸屬                      | 行政區                                                               |
| 1901－1920 | 臺中廳藍興堡              | 臺中街（部份）、三十張犁庄（部份）、邱厝子、賴厝廍、墘溝子                     |
| 1920－1935 | 臺中州臺中市 臺中州大屯郡北屯庄 | 臺中（部份）、北屯（部份）、邱厝子、賴厝廍、墘溝子等大字             |
| 1935－1945 | 臺中州臺中市              | 第三區：新高町 第五區：梅枝町 第十一區：宮北、邱厝子、賴厝廍、墘溝子 |
| 1945－2010 | 臺中市 (省轄市)           | 北區                                                                 |
| 2010－現制 | 臺中市                    | 北區                                                                 |

## 舊地名
- 水源地：臺中公園東北側一帶。
- 邱厝子：這裡早期是邱姓族親經營的大聚落，後來因為遭受火災、兵亂，紛紛遷走，加上邱姓族親人丁不旺，賴姓族人陸續遷居此地，而取代了邱姓聚落。為了飲水思源，仍然保存邱姓發跡地為「邱厝仔」。邱厝仔的範圍包括雙十路以西，到中正公園、文心路，南起臺中公園等地。有平等、樂英、邱厝、香蕉、錦和、新北、武順、新興等里。
- 賴厝廍：日本人叫這裡為「新高町」；賴姓聚落在這裡種植甘蔗，並設有小型糖廠。現在是賴厝、賴村、中達里。
- 墘溝子：現在的淡溝里就是早期的墘溝仔。從西屯路二側、國立自然科學博物館，向西延到文心路一帶，因地勢較高，區域廣大，蜿蜒在此的土庫溪常常呈現乾涸狀態，導致灌溉渠溝無法充份供應水源，造成土地經常乾涸，因此早期居民就叫它為墘溝（淡溝）；現育德路綠園道立有「乾溝仔」字樣之石刻。
- 崎仔頂：由五權路、臺灣大道交叉口，向北延伸到臺中二中附近，部分屬西區後龍庄，以前是一處老的聚落，居民都是中下階層，生活水準與市區差別很大。居民以打零工，流動叫賣，農田打雜維持生活。
- 宮北：以前是三十張犁庄三保，因此區域在縣社臺中神社之北，因此取名為宮北。
- 大湖仔：現在的福音街一帶，因柳川在此因河川改道產生了牛軛湖，因名為大湖仔，為日本時代臺籍仕紳的高級色情場所的地方。
- 梅枝町：現在的中華路至五權路及成功路至中山路之間一帶。有文莊、光大、六合、中正和部分的大湖里。

## 人口
根據臺中市政府民政局及內政部戶政司統計，2024年底北區戶數約6.4萬戶，人口約14.4萬人，人口密度每平方公里約2.1萬人，是臺中市人口密度最高的行政區。區內人口最多與最少的里分別是健行里與中正里，2024年底兩里人口分別為7,599人與1,397人；人口密度最高與最低的里分別是賴厝里與新興里，2024年底兩里人口密度分別為每平方公里42,472人與每平方公里7,663人。

## 政治

### 區政組織

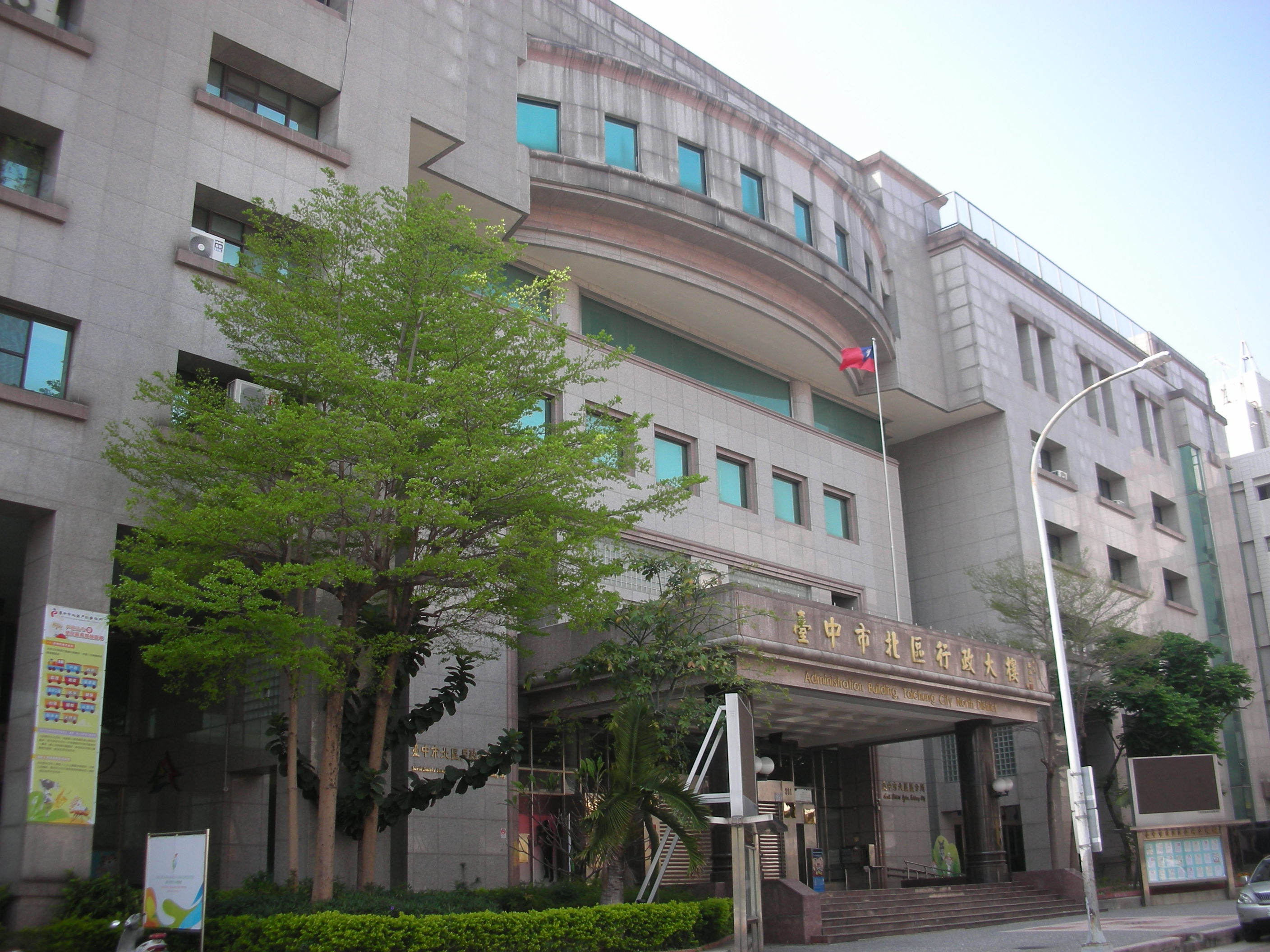
臺中市北區行政大樓

北區區公所是臺中市政府在北區的派出機關，在中華民國政府架構中為市政府綜理區政的執行機關，上級業務監督機關為臺中市政府。区长由市長任命，其任期為無任期保障。在區長及主任秘書之下，設有4課4室等8個內部單位。北區為臺中市議會第九選區，在市議會的65席市議員中，北區共選出3席區域市議員（不含平地原住民與山地原住民議員）。

### 行政區劃
現今北區行政範圍的確立，來自於1946年臺中市調整行政區域時，合併梅枝町、新高町等2町及宮北、邱厝子、賴厝廍、墘溝子等4大字部分地區而設立的北區:19、24－26。北區的行政區劃轄有36里861鄰，其行政區劃未有次分區，境內以柳川為界可分為兩個區域，其行政區域分布情形為：
| 次分區 | 里名   | 里名   | 里名   | 里名   | 里名   | 里名   | 里名   | 里名   | 里名   | 里名   | 里名   | 里名   | 里名   |
| ------ | ------ | ------ | ------ | ------ | ------ | ------ | ------ | ------ | ------ | ------ | ------ | ------ | ------ |
| 西北區 | 中正里 | 中達里 | 六合里 | 文莊里 | 立人里 | 光大里 | 育德里 | 明新里 | 明德里 | 邱厝里 | 長青里 | 建興里 | 健行里 |
| 西北區 | 崇德里 | 梅川里 | 淡溝里 | 頂厝里 | 賴村里 | 賴旺里 | 賴明里 | 賴厝里 | 賴福里 | 賴興里 |        |        |        |
| 東南區 | 大湖   | 五常里 | 金華里 | 金龍里 | 建成里 | 建德里 | 新北里 | 新興里 | 樂英里 | 錦平里 | 錦村里 | 錦洲里 | 錦祥里 |

## 金融
- 臺灣銀行北臺中分行
- 臺灣土地銀行北臺中分行、北屯分行
- 合作金庫銀行北臺中分行、衛道分行
- 第一銀行進化分行
- 華南銀行北臺中分行
- 彰化銀行北屯分行
- 兆豐銀行東臺中分行
- 台中銀行北臺中分行
- 三信銀行成功分行、進化分行
- 台新銀行民權分行
- 國泰世華銀行健行分行、篤行分行
- 永豐銀行北臺中分行
- 京城銀行臺中分行
- 聯邦銀行文心分行
- 遠東銀行臺中大雅分行
- 元大銀行北臺中分行
- 日盛銀行北臺中分行
- 渣打銀行北屯分行
- 陽信銀行北屯分行
- 板信銀行北臺中分行

## 教育

### 大專院校
- 國立臺灣體育運動大學
- 國立臺中科技大學
- 中國醫藥大學（英才校區）

### 高級中等學校
- 臺中市立臺中第一高級中等學校
- 臺中市立臺中第二高級中等學校
- 臺中市私立曉明女子高級中學
- 臺中市私立新民高級中學

### 國民中學
- 臺中市立雙十國民中學
- 臺中市立五權國民中學
- 臺中市立立人國民中學
- 臺中市私立新民高級中學國中部
- 臺中市私立曉明女子高級中學國中部

### 國民小學
- 國立臺中教育大學附設實驗國民小學
- 臺中市北區賴厝國民小學
- 臺中市北區太平國民小學
- 臺中市北區中華國民小學
- 臺中市北區立人國民小學
- 臺中市北區篤行國民小學
- 臺中市北區健行國民小學
- 臺中市北區省三國民小學
- 臺中市私立育仁國民小學

### 公立圖書館
- 臺中市立圖書館北區分館
- 精武圖書館（臺中市立圖書館精武分館）

## 醫療
醫療機構
- 中國醫藥大學附設醫院
- 國軍臺中總醫院
- 臺安醫院雙十分院

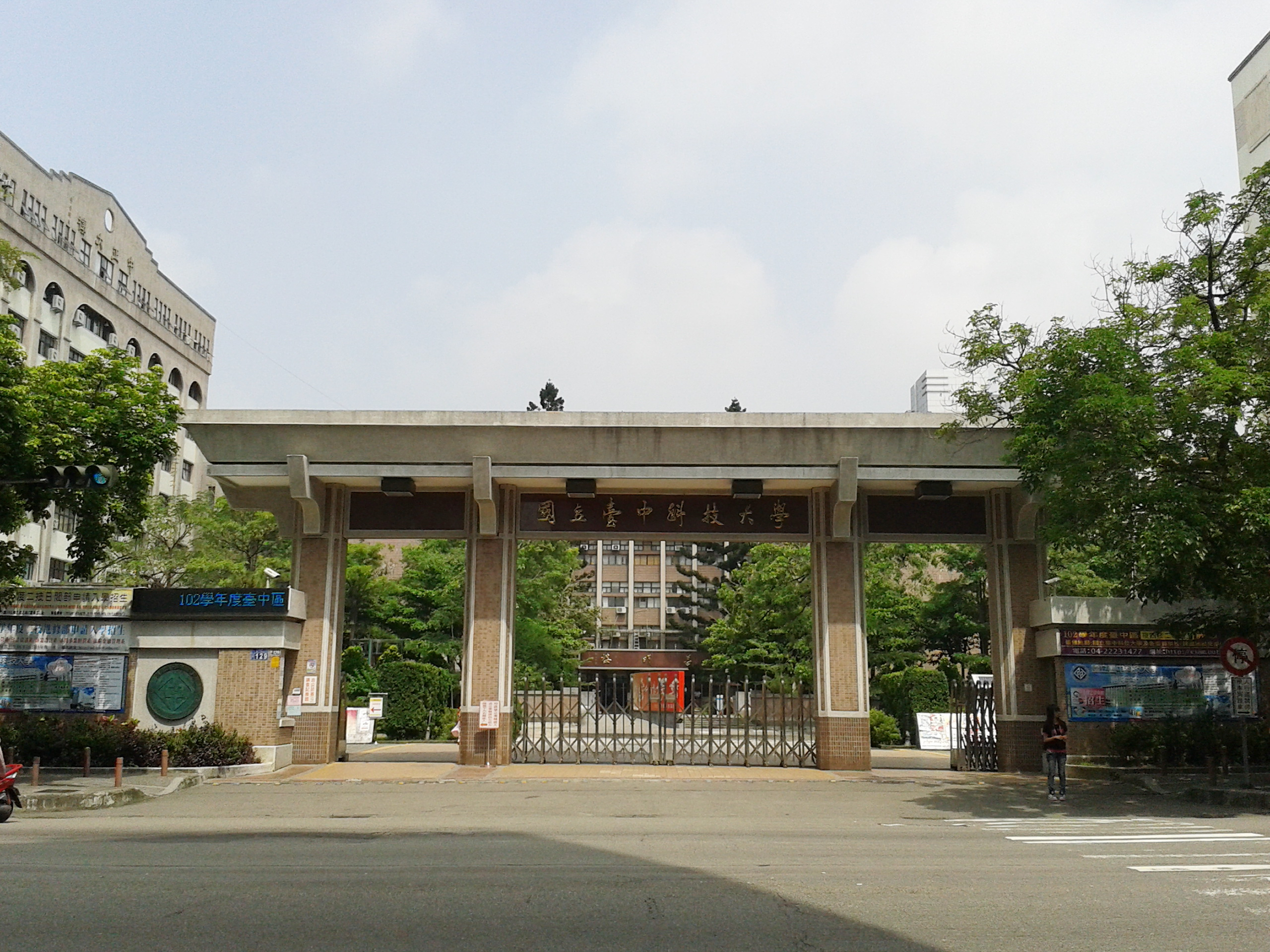
國立臺中科技大學
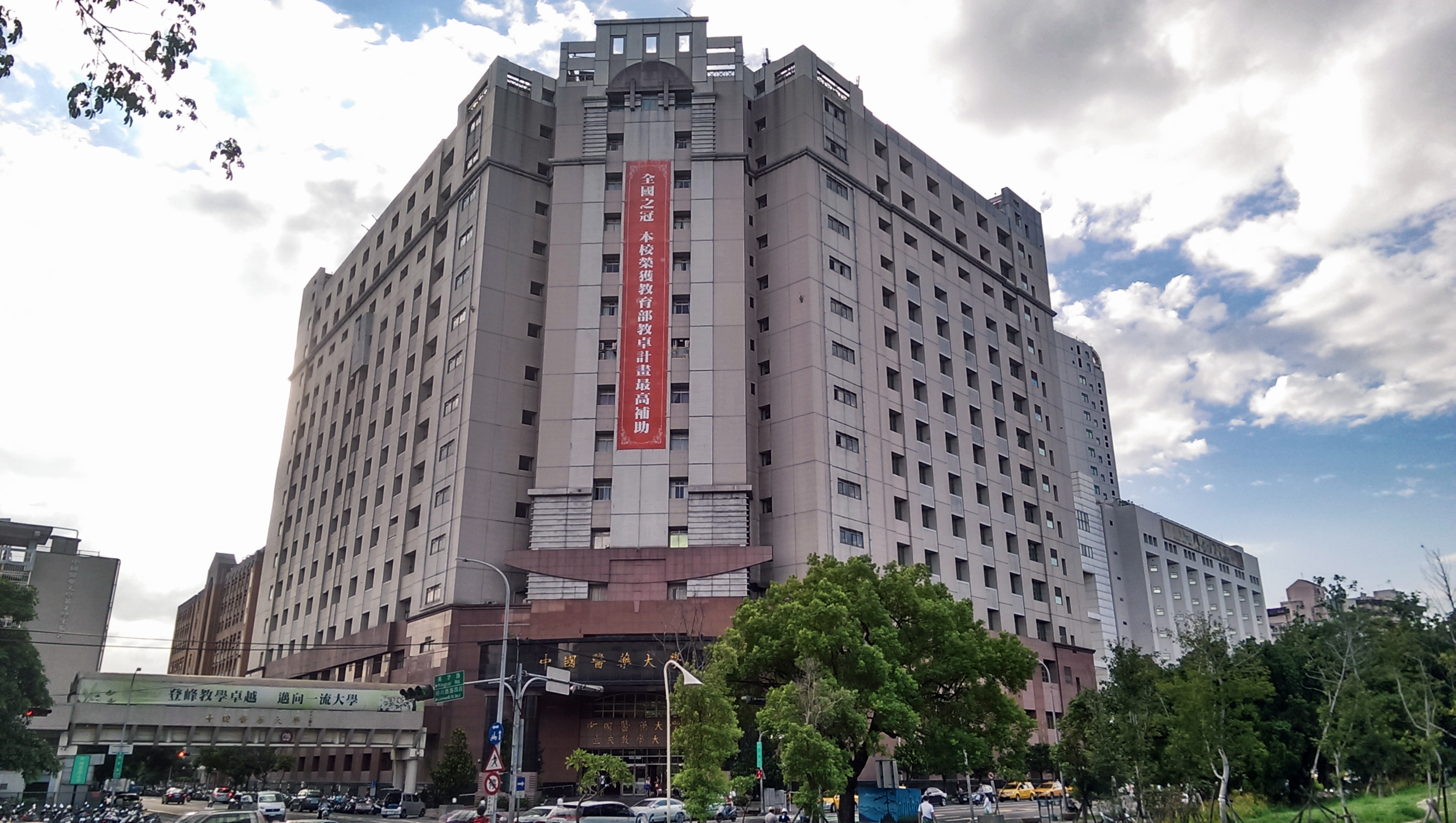
中國醫藥大學
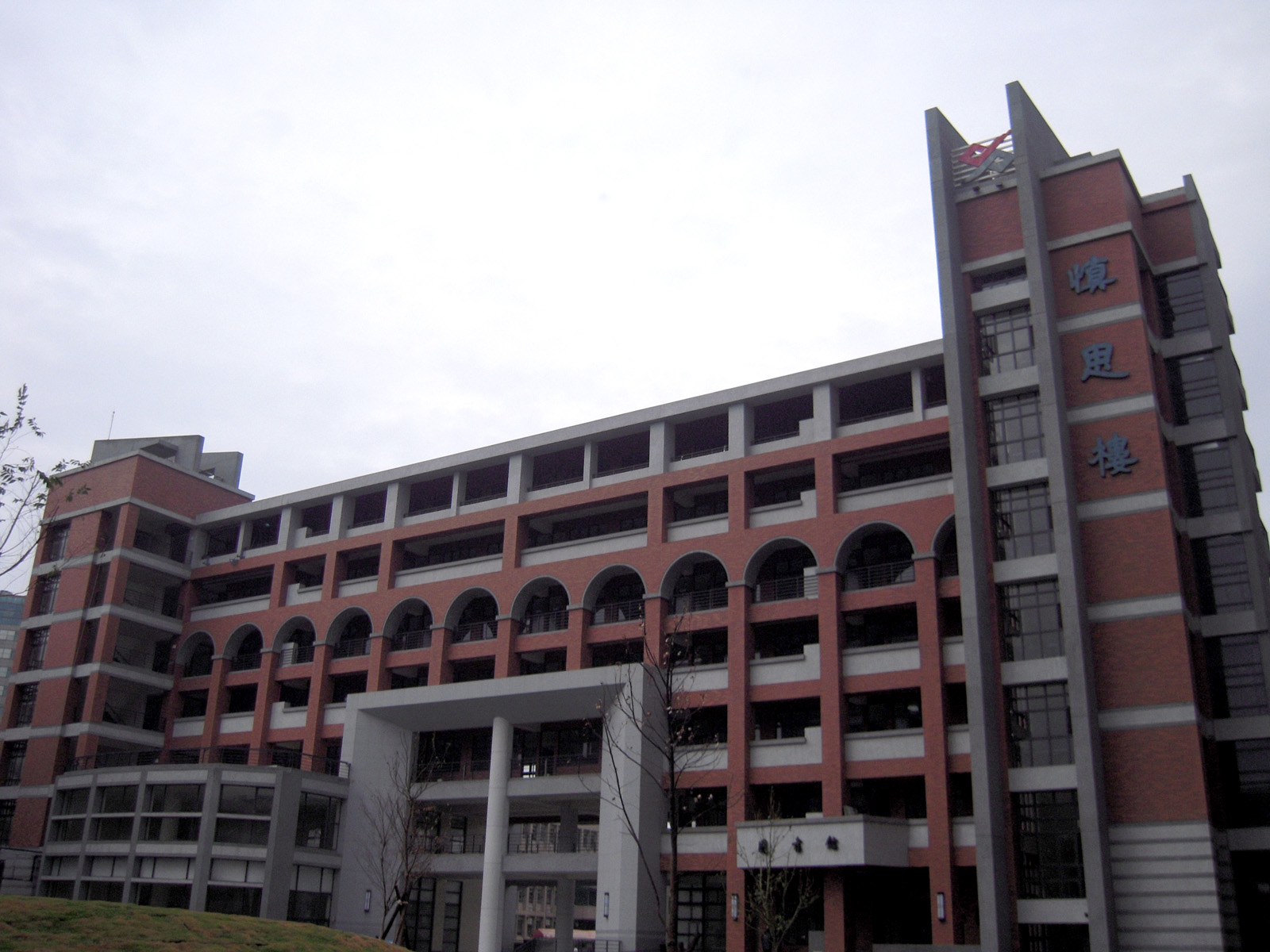
臺中市立臺中第一高級中等學校
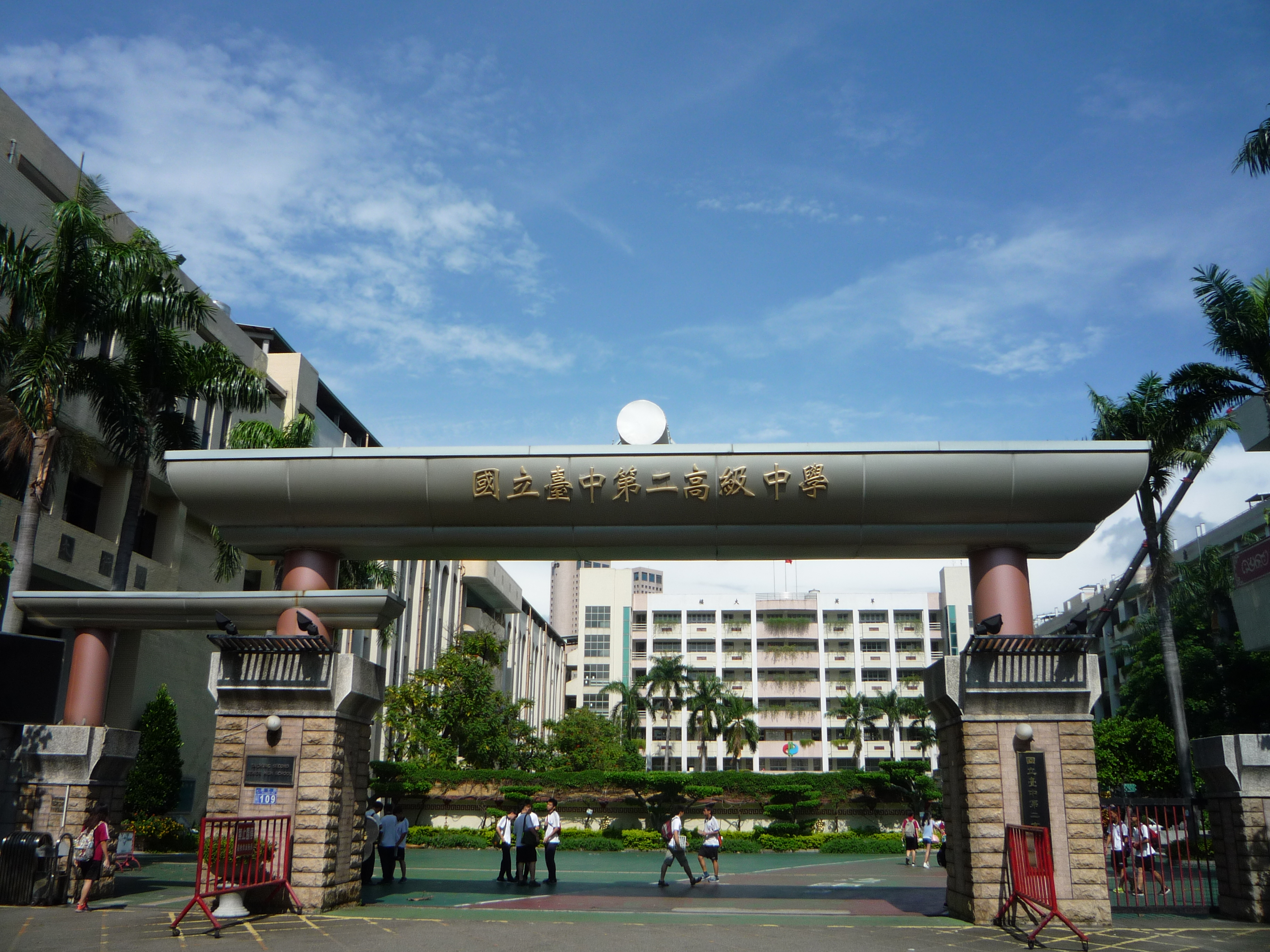
臺中市立臺中第二高級中等學校
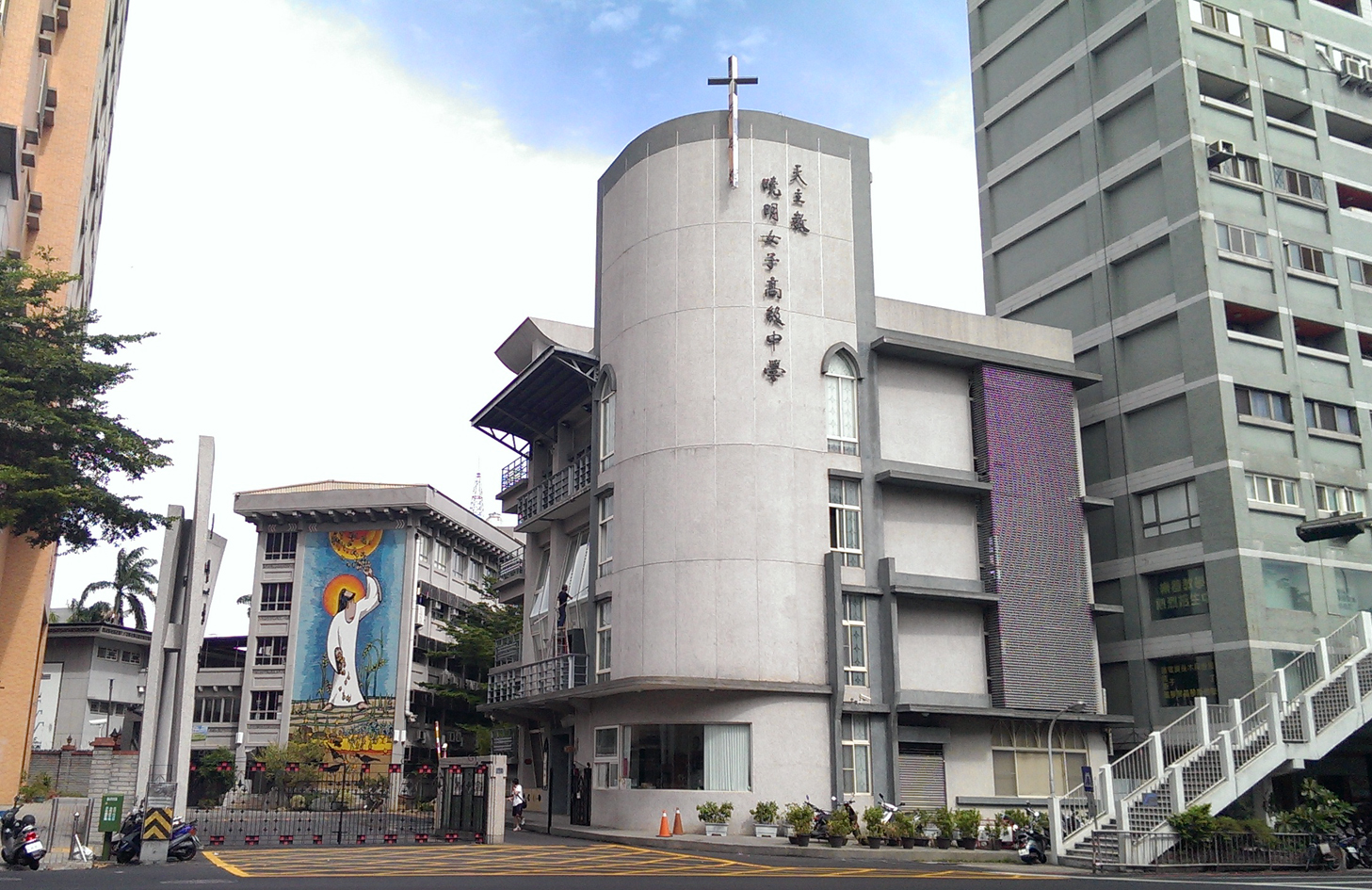
臺中市私立曉明女子高級中學
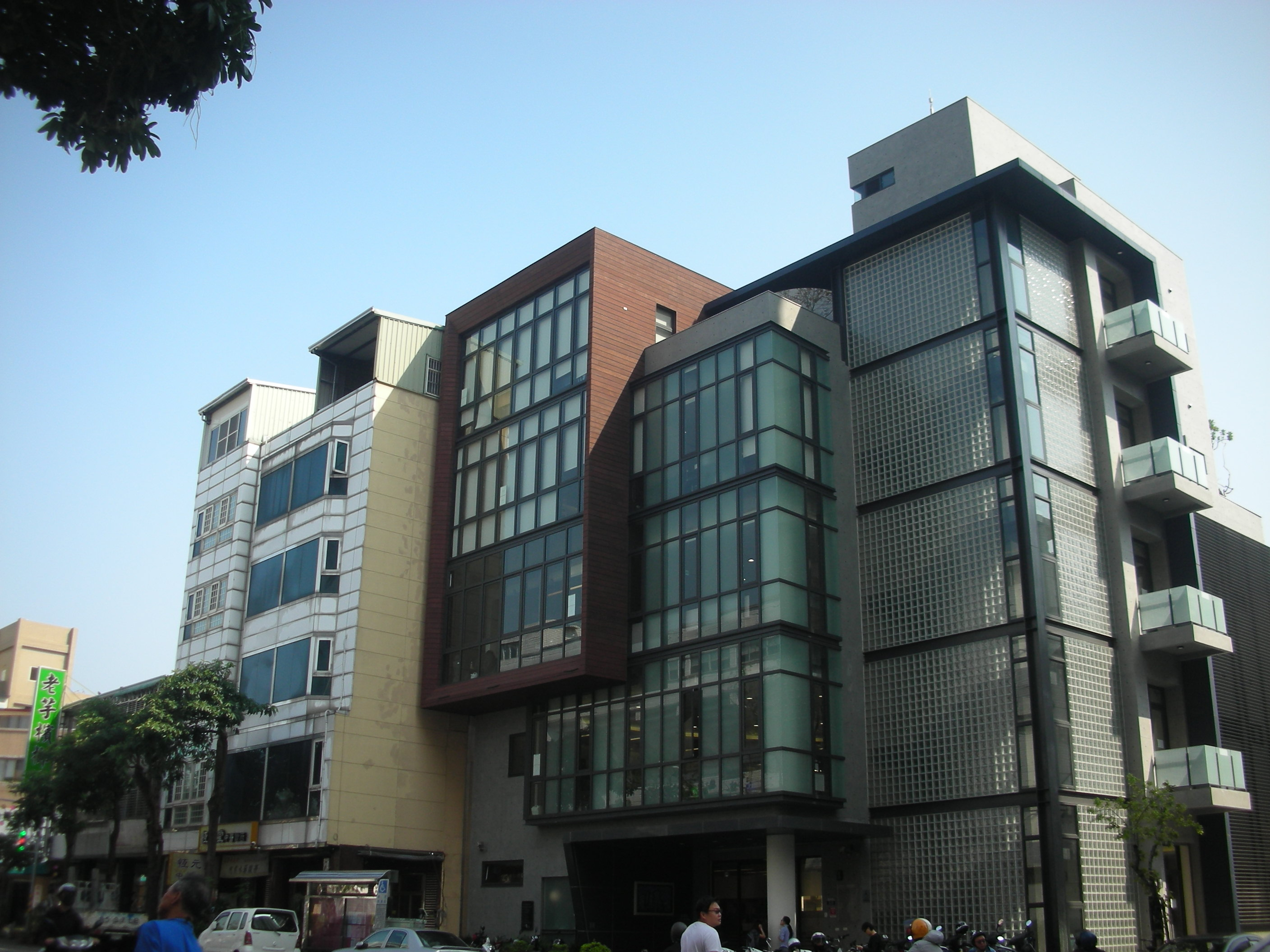
臺中市立圖書館北區分館
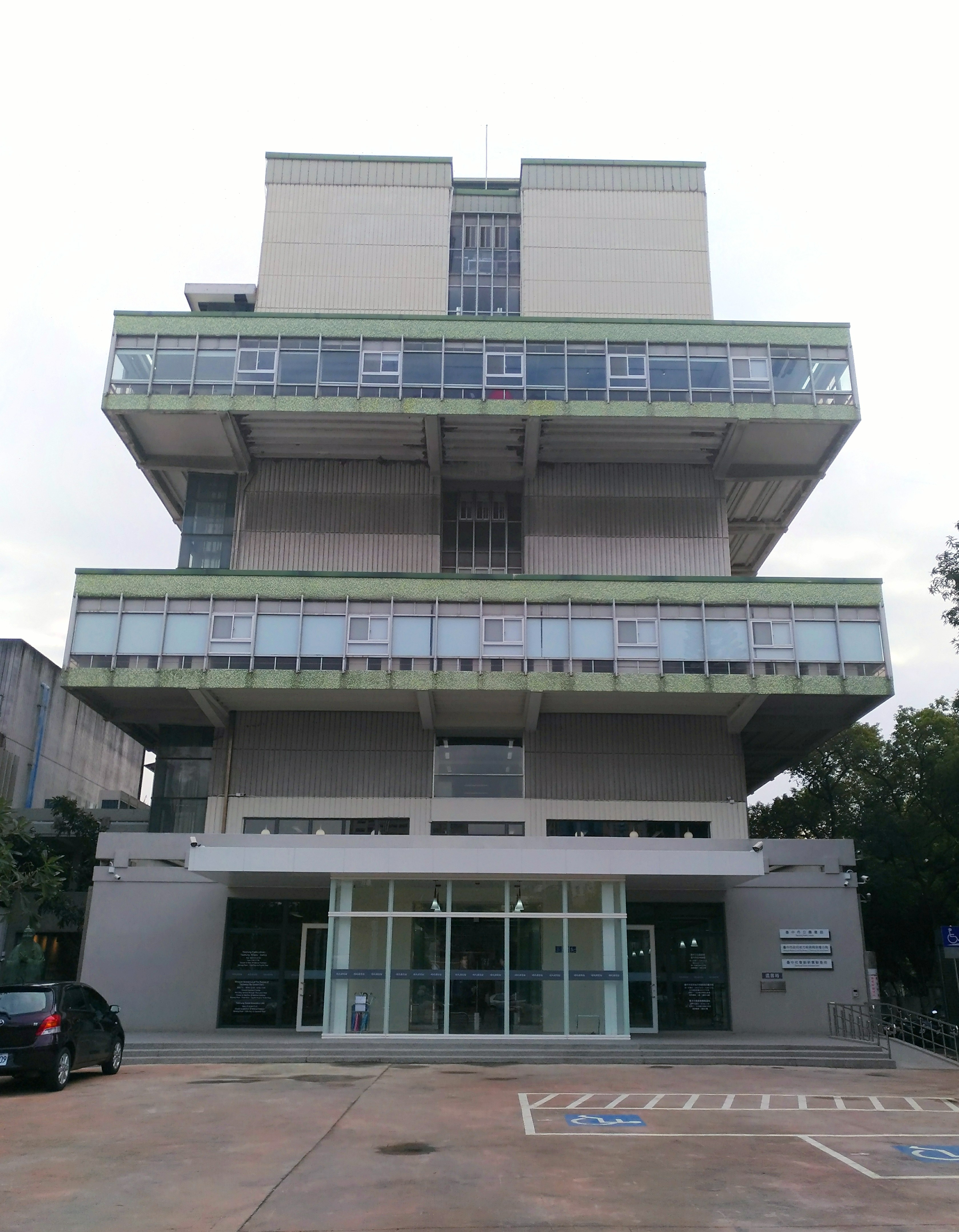
精武圖書館
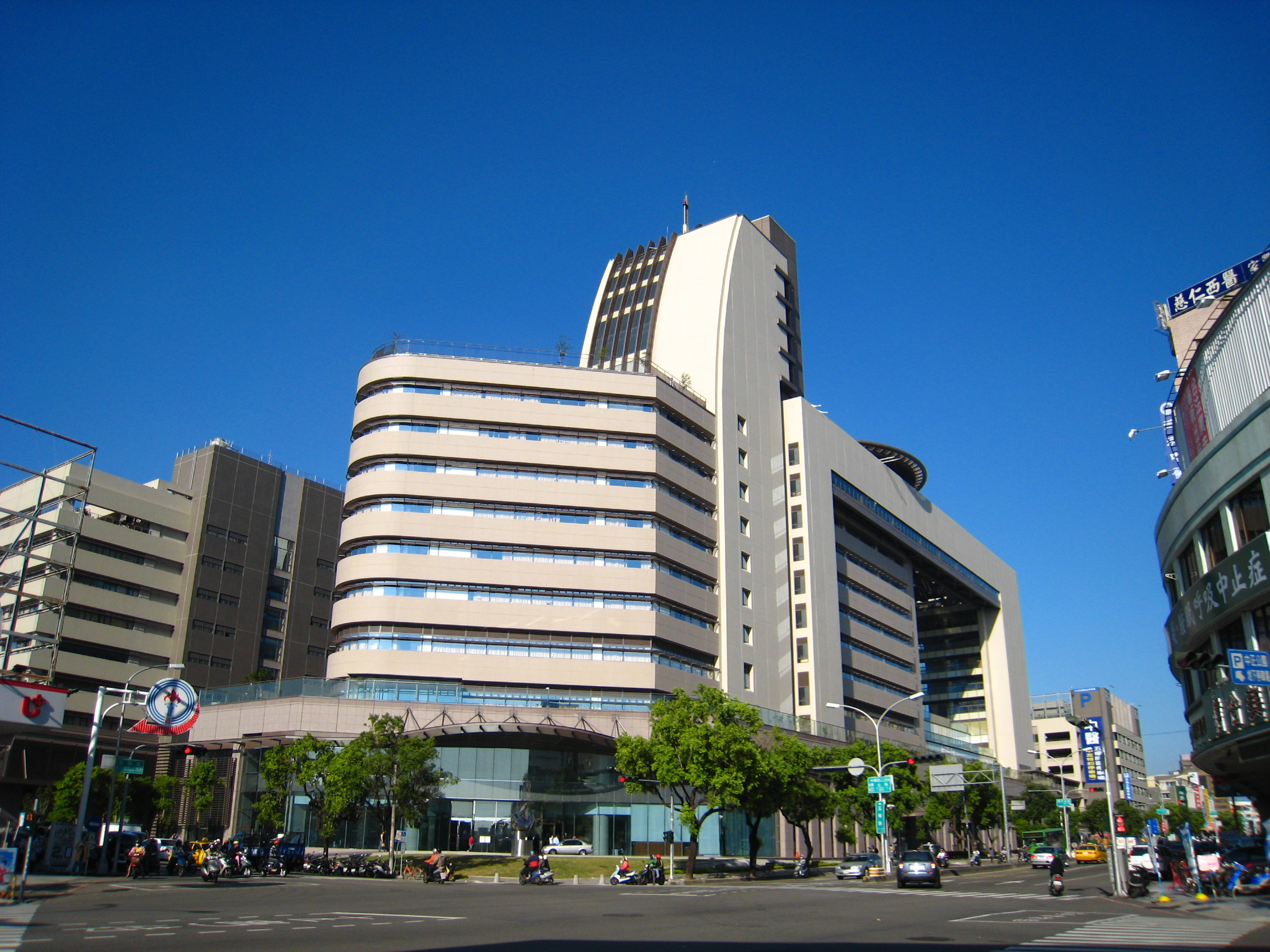
中國醫藥大學附設醫院（五權院區）

## 交通

### 捷運

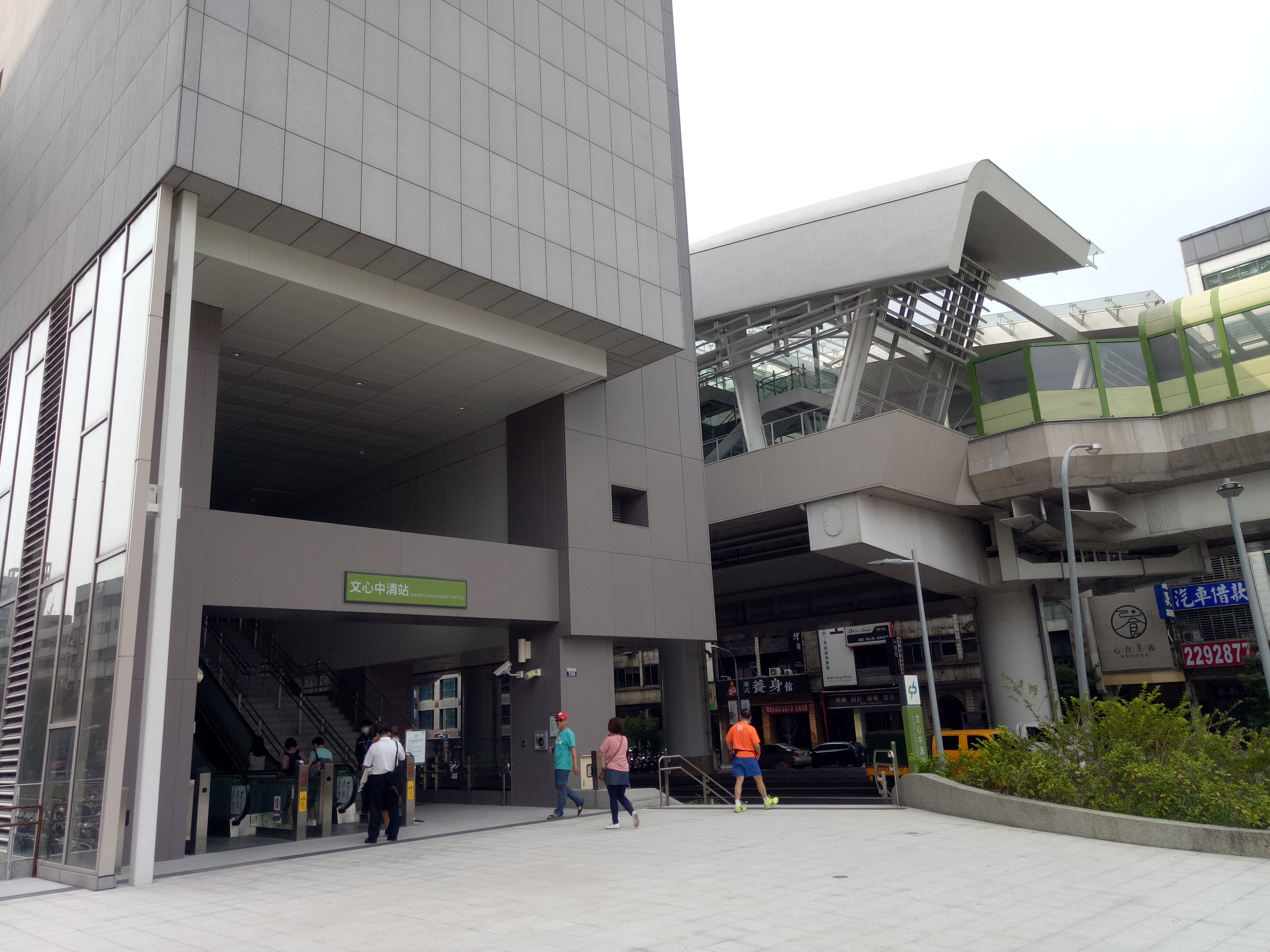
文心中清站

台中捷運
- 烏日文心北屯線：107 文心中清站
- 機場線：311 文心中清站
- █ 崇德豐原線（規劃中）

### 公路
- 臺1乙線（中清路一段－五權路）
- 臺3線（北屯路-進化路）
- 臺12線（臺灣大道）
- 文心路
- 三民路
- 雙十路－北屯路
- 忠明路－進化北路－進化路
- 崇德路
- 東光路
- 健行路
- 英才路
- 五權路
- 民權路
- 西屯路
- 中華路
- 太原路
- 漢口路

### 公車客運
- 本表更新時間為2017年3月12日。

| 編號   | 業者                       | 路線                                            | 備註                                                                       |
| 1      | 中台灣客運                 | 道禾六藝文化館－中臺科技大學校區                | －                                                                         |
| 5      | 全航客運                   | 臺中車站－僑光科技大學                          | 經向上路、朝馬                                                             |
| 6      | 台中客運                   | 干城站－忠義里                                  | 經大雅                                                                     |
| 7      | 東南客運                   | 臺中一中－永成公園                              | －                                                                         |
| 8      | 台中客運                   | 道禾六藝文化館－逢甲大學（逢甲路）              | 經北屯、松竹路、水湳經貿園區                                               |
| 11     | 台中客運 豐原客運 全航客運 | 臺中車站－科博館－臺中車站                      | 經秀泰影城 左環線先抵達「民權繼光街口」 右環線先抵達「國軍英雄館」         |
| 12     | 台中客運 豐原客運 全航客運 | 明德高中－豐原高中                              | 豐原高中端實際終點站為豐原鎮清宮。                                         |
| 14     | 台中客運                   | 干城站－舊庄                                      | 經社口                                                                     |
| 14副   | 台中客運                   | 干城站－神岡區公所                              | 經大雅                                                                     |
| 15     | 台中客運                   | 道禾六藝文化館－國軍臺中總醫院                  | －                                                                         |
| 18     | 統聯客運                   | 朝馬轉運站－大智公園                            | －                                                                         |
| 20     | 中台灣客運                 | 干城站－潭子車站（東站）                        | 經建國市場、太原車站                                                       |
| 21     | 仁友客運                   | 道禾六藝文化館－三貴城                          | 部分班次由三貴城端延駛至民德橋或中興嶺                                     |
| 25     | 中台灣客運                 | 忠信國小－僑光科技大學                          | －                                                                         |
| 26     | 台中客運                   | 新民高中－嶺東科技大學                          | －                                                                         |
| 29     | 台中客運                   | 臺中監獄－第一廣場－臺中監獄                    | －                                                                         |
| 30     | 仁友客運                   | 嶺東科技大學－第一廣場－嶺東科技大學            | 經五權路、南屯路、永春東路                                                 |
| 32     | 仁友客運                   | 大鵬新城－旱溪東東英路口                        | －                                                                         |
| 33     | 台中客運                   | 高鐵臺中站－僑光科技大學                        | －                                                                         |
| 35     | 台中客運                   | 南區公所－僑光科技大學                          | －                                                                         |
| 37     | 中台灣客運                 | 頂林厝－第一廣場－頂林厝                        | －                                                                         |
| 40     | 中鹿客運                   | 干城站－中台新村                                | －                                                                         |
| 41     | 台中客運                   | 國立公共資訊圖書館－慈明高中                    | －                                                                         |
| 45     | 仁友客運                   | 中科管理局－第一廣場－中科管理局                | 部分班次由中科管理局端延駛至科雅平和路口                                   |
| 50     | 統聯客運                   | 文英兒童公園－921地震教育園區                   | －                                                                         |
| 51     | 豐原客運                   | 莒光新城－圓山新村                              | －                                                                         |
| 52     | 仁友客運                   | 中興大學－臺中車站－中興大學 （忠明進化建成線） | 右環線先抵達「國光國小」 左環線先抵達「興進美村路口」                      |
| 55     | 豐原客運                   | 臺中地方法院－豐原                              | 臺中端起點為光明國中                                                       |
| 56     | 統聯客運                   | 干城站－新烏日車站                              | 經嶺東科技大學                                                             |
| 58     | 全航客運                   | 大慶活動中心－潭子勝利運動公園                  | －                                                                         |
| 58副   | 全航客運                   | 大慶活動中心－潭子勝利運動公園                  | 經大富路                                                                   |
| 58區1  | 全航客運                   | 北屯區行政大樓→大慶活動中心                     | 例假日及寒暑假停駛                                                         |
| 58區2  | 全航客運                   | 明德高中（明德街）→潭子勝利運動公園             | 例假日及寒暑假停駛                                                         |
| 59     | 統聯客運                   | 舊社公園－舊正                                  | －                                                                         |
| 65     | 全航客運                   | 南區公所－潭雅神綠園道                          | －                                                                         |
| 67     | 中鹿客運                   | 秀泰影城－中富國宅                              | 經漢口路、東海別墅                                                         |
| 70     | 台中客運                   | 嶺東科技大學－第一廣場－嶺東科技大學            | 經東興路、高鐵臺中站                                                       |
| 71     | 台中客運                   | 臺中洲際棒球場－植物園                          | 經臺中火車站、美術館                                                       |
| 73     | 統聯客運                   | 統聯轉運站－文英兒童公園                        | 經文心路、中興大學、臺中車站                                               |
| 77     | 統聯客運                   | 中科停車場－慈濟醫院                            | －                                                                         |
| 81     | 統聯客運                   | 統聯轉運站－太平                                | 經黎明路、公益路、臺中車站、新福路                                         |
| 82     | 台中客運                   | 水湳－高鐵臺中站                                | －                                                                         |
| 99     | 彰化客運                   | 莒光新城－嶺東科技大學                          | 經好市多、大慶火車站                                                       |
| 100    |                            | 新民高中－高鐵台中站                            | 復興幹線                                                                   |
| 101    | 敦化公園－彰化車站         | －                                              |                                                                            |
| 105    | 仁友客運                   | 龍井－四張犁                                    | 經王田、臺中火車站                                                         |
| 105區1 | 仁友客運                   | 新興里→四張犁                                   | 例假日及寒暑假停駛                                                         |
| 105區2 | 仁友客運                   | 臺中高工→四張犁                                 | 例假日及寒暑假停駛                                                         |
| 107    | 台中客運                   | 黎明新村－舊正                                  | －                                                                         |
| 108    | 台中客運                   | 港尾－南開科技大學校區                          | 經亞洲大學                                                                 |
| 125    | 中台灣客運                 | 僑光科技大學－高鐵臺中站                        | －                                                                         |
| 127    | 豐榮客運                   | 豐樂雕塑公園－臺中洲際棒球場                    | 經漢口                                                                     |
| 131    | 台中客運                   | 北屯區行政大樓－朝陽科技大學                    | 經大里區塗城路、竹仔坑                                                     |
| 132    | 台中客運                   | 北屯區行政大樓－朝陽科技大學                    | 經草湖、霧峰區吉峰路                                                       |
| 142    | 台中客運                   | 豐年社區－第一廣場－豐年社區                    | －                                                                         |
| 154    | 台中客運                   | 臺中女中－大甲區公所                            | 非逐站停靠                                                                 |
| 159    | 統聯客運                   | 高鐵臺中站－臺中公園                            | 非逐站停靠                                                                 |
| 163    | 台中客運                   | 華盛頓中學－第一廣場－華盛頓中學                | －                                                                         |
| 203    | 豐原客運                   | 豐富公園－新田－豐原                            | 經豐南國中                                                                 |
| 270    | 豐原客運                   | 豐富公園－大南－東勢                            | －                                                                         |
| 271    | 豐原客運                   | 豐富公園－東興－東勢                            | －                                                                         |
| 276    | 豐原客運                   | 豐富公園－興中山莊－東勢                        | －                                                                         |
| 277    | 豐原客運                   | 豐富公園－復盛里－東勢                          | －                                                                         |
| 280    | 豐原客運                   | 臺中二中－修平科技大學                          | －                                                                         |
| 285    | 豐原客運                   | 臺中二中－崁頂                                  | 經大里                                                                     |
| 286    | 豐原客運                   | 臺中二中－崁頂                                  | 經車籠埔                                                                   |
| 289    | 豐原客運                   | 臺中二中－東平社區                              | －                                                                         |
| 301    | 統聯客運                   | 靜宜大學－新民高中                              | 行駛公車專用道                                                             |
| 303    | 統聯客運                   | 港區藝術中心－新民高中                          | 行駛公車專用道 經清水區鰲峰路                                              |
| 304    | 台中客運                   | 新民高中－港區藝術中心                          | 行駛公車專用道 經清水區五權路                                              |
| 307    | 台中客運                   | 梧棲觀光漁港－新民高中                          | 行駛公車專用道                                                             |
| 308    | 統聯客運                   | 關連工業區－新民高中                            | 行駛公車專用道                                                             |
| 324    | 台中客運                   | 臺中都會公園－新民高中                          | 行駛公車專用道                                                             |
| 326    | 統聯客運                   | 靜宜大學－新民高中                              | 行駛臺灣大道慢車道                                                         |
| 328    | 巨業交通                   | 大附農－仁友停車場                              | 經臺中工業區                                                               |
| 500    | 台中客運                   | 國立公共資訊圖書館－臺中國際機場                | 經中清路、大雅                                                             |
| 700    | 台中客運 全航客運          | 豐原高中－明德高中                              | 為崇德橘幹線 僅平日尖峰時段行駛，例假日及寒暑假停駛 僅停靠現今12路重點站位 |
| 900    | 豐原客運                   | 豐原高中－光明國中                              | 為北屯紅幹線 僅平日尖峰時段行駛，例假日及寒暑假停駛 僅停靠現今55路重點站位 |

### 公共自行車
臺中市公共自行車租賃系統（iBike）是臺中市政府推動的公共自行車租賃系統，2013年6月開始規劃建置，2014年7月18日開始營運，2017年5月16日使用次數突破一千萬人次，北區已於2014年11月8日正式引進YouBike1.0系統，並於2020年12月18日引進YouBike2.0系統，與北屯區、西屯區、南屯區及烏日區為臺中市首個引進YouBike2.0系統站點的行政區，2023年6月28日全面停止營運YouBike1.0系統，改為僅營運YouBike2.0系統。資料截至2024年12月31日，YouBike2.0系統已於北區設有76個站點，並可甲地租車、乙地還車，提供民眾租借使用。

## 旅遊休閒

### 人文古蹟
- 臺中公園
  - 湖心亭
  - 臺灣省城大北門
  - 第一代臺中神社
  - 砲臺山
- 文英館
- 臺中市長公館（藝文之家）
- 臺中放送局
- 臺中市孔廟
- 臺中市忠烈祠
- 水源文化館（建置中）
- 寶覺禪寺
- 元保宮
- 北臺中城隍廟
- 北區公所福德祠
- 臺中體育場
- 香蕉新樂園

### 藝文公園
- 國立自然科學博物館及植物園
- 中興堂
- 臺中公園
- 中正公園及中山堂
- 英才兒童公園

### 百貨影城
- 中友百貨公司
- 親親戲院

### 夜市商圈
- 一中商圈：大致為雙十路、精武路、錦南街、中華路圍成的範圍，為臺中規模第二大的商圈。
- 三民婚紗攝影街：大致介於臺中中友百貨與中山路間的三民路二、三段，是臺中市區婚紗攝影店的大本營。
- 學士路商圈：主要範圍在學士路、健行路與永興街週邊範圍，南鄰一中商圈。
- 天津成衣商圈：「吃在北平，穿在天津」，天津路彷彿是臺中的五分埔，產地廣及港、澳、日、韓、歐、美；北平路則是密集的餐館街，以日式、外省料理為主。
- 崇德商圈：以崇德為中心的商圈，商業活動主要位於漢口路與崇德路，北接天津成衣商圈。

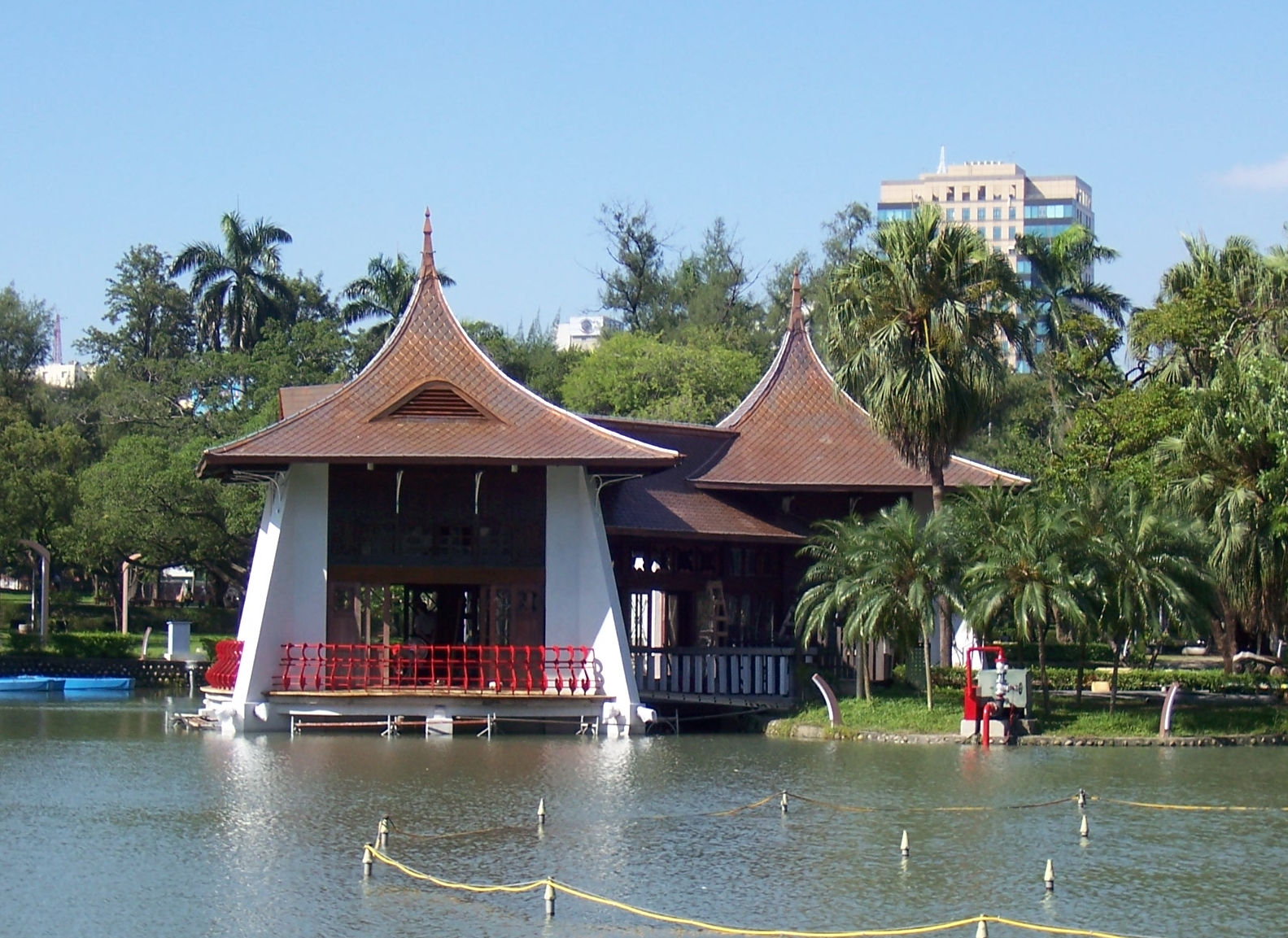
台中公園湖心亭
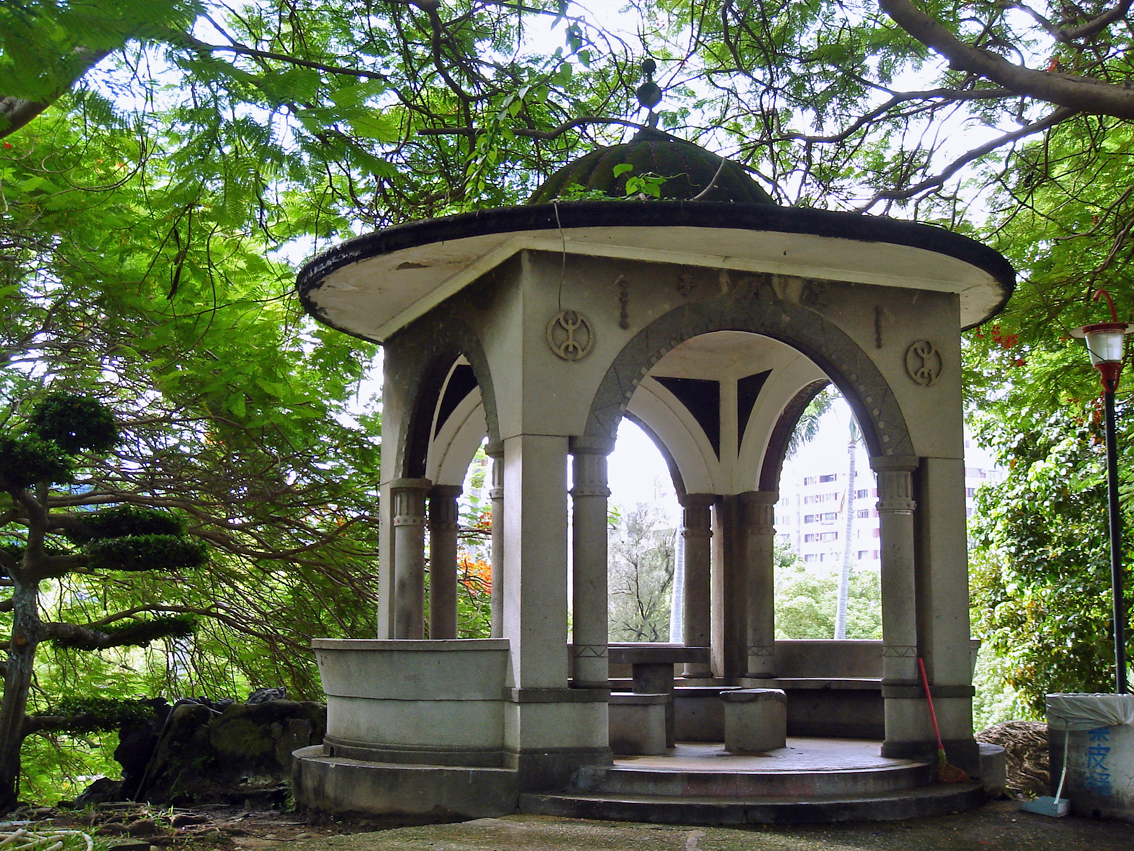
砲台山（大墩）望月亭
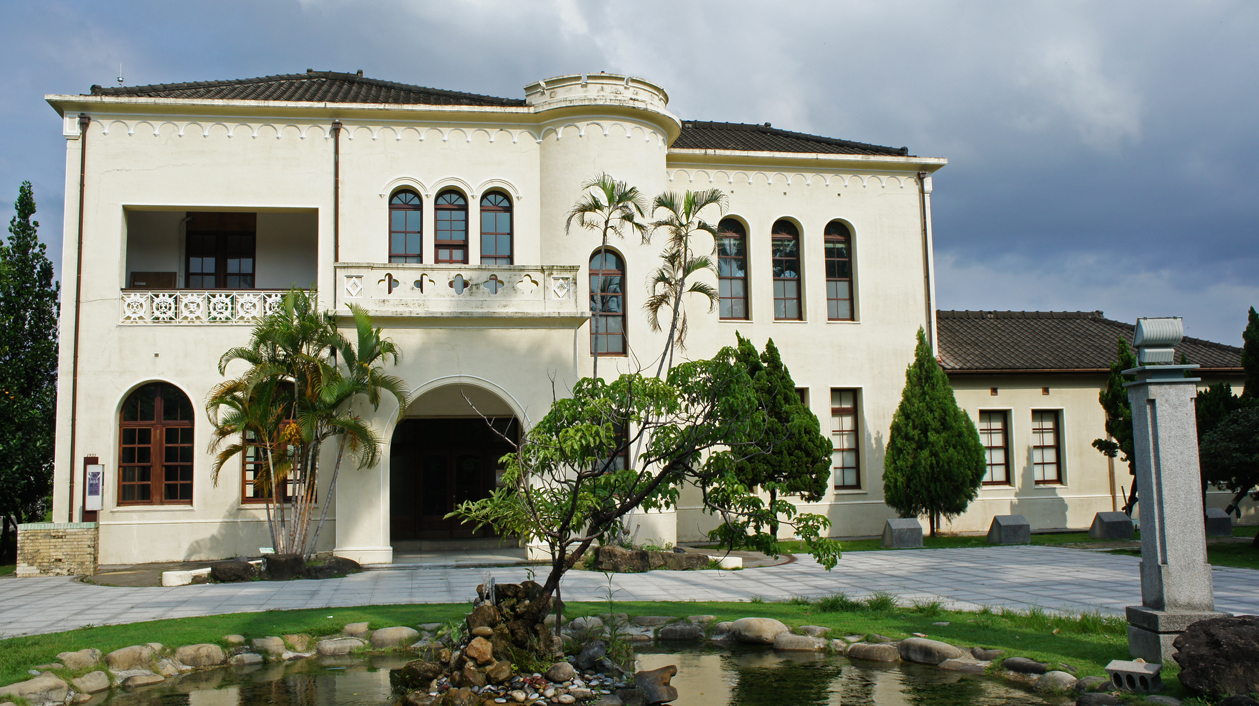
台中放送局
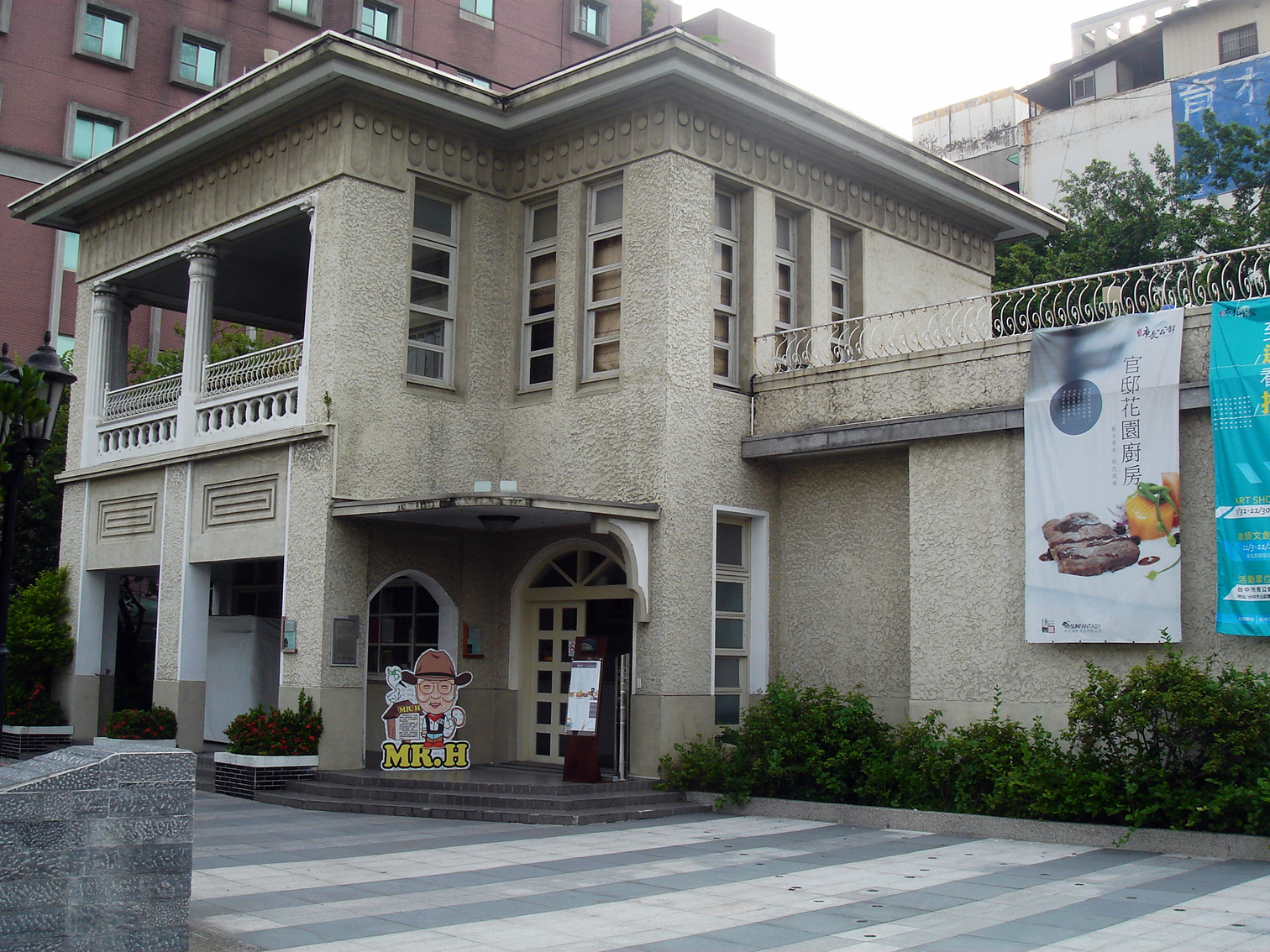
台中市長公館
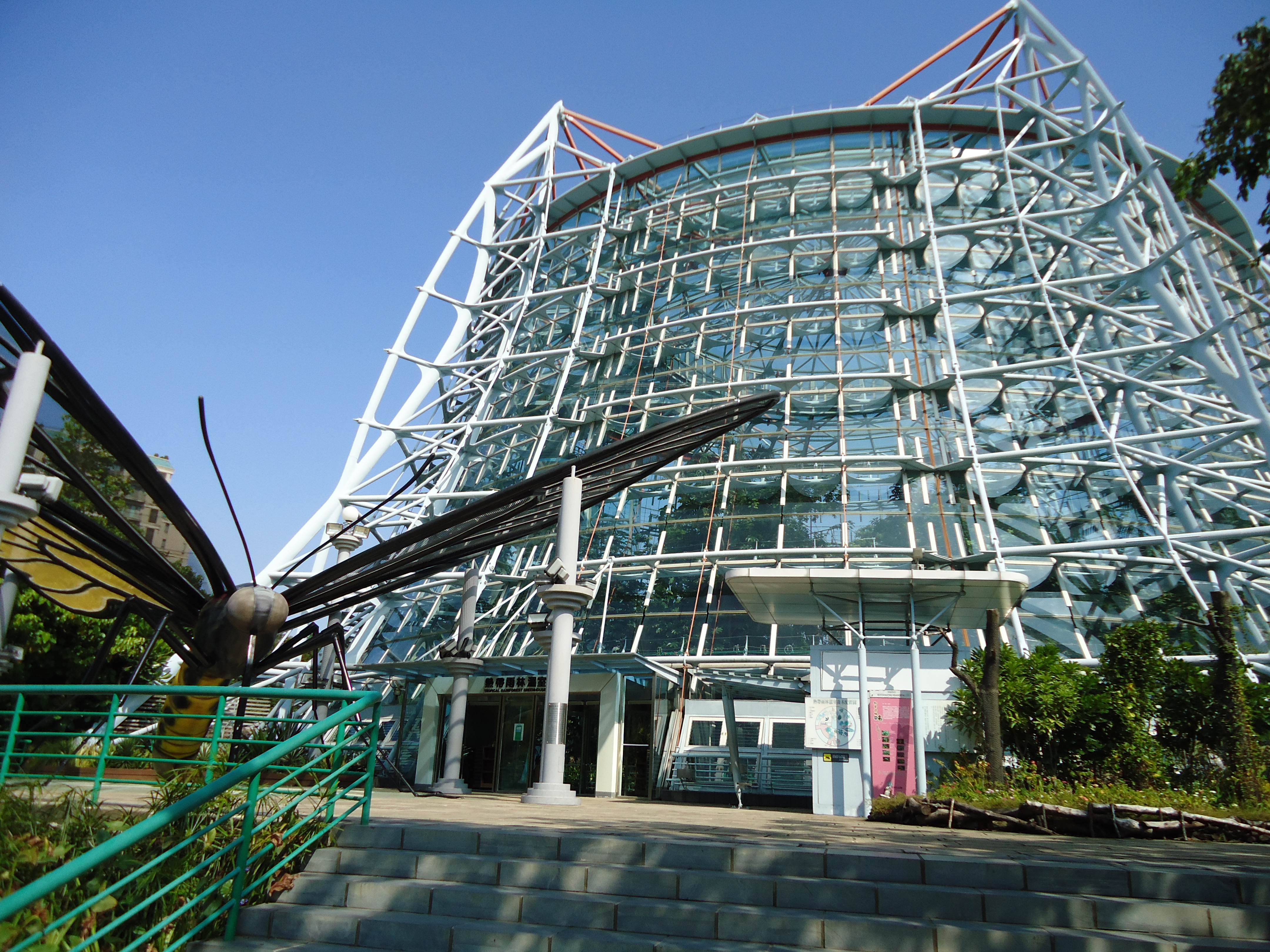
科博館植物園
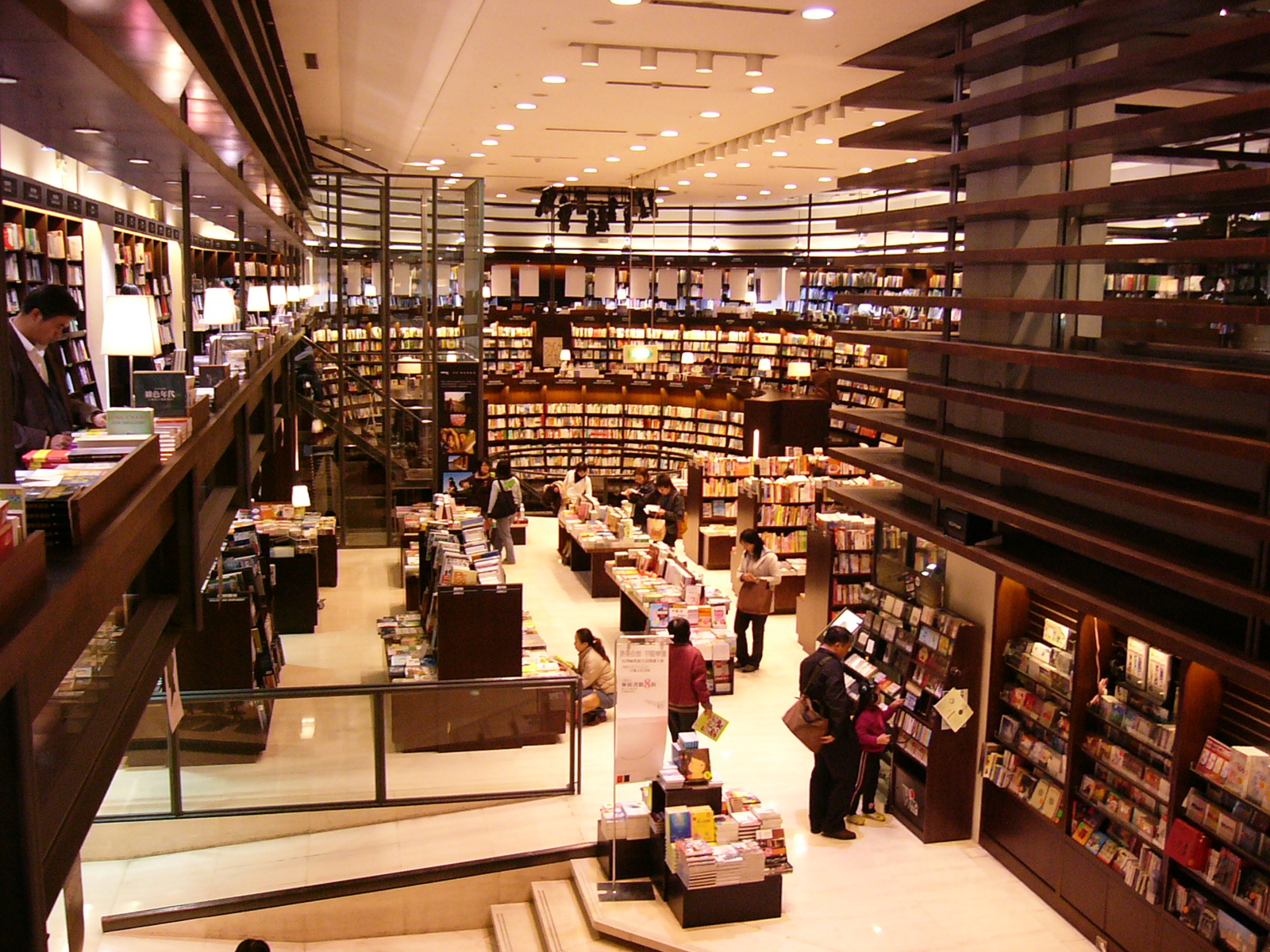
中友百貨誠品書局
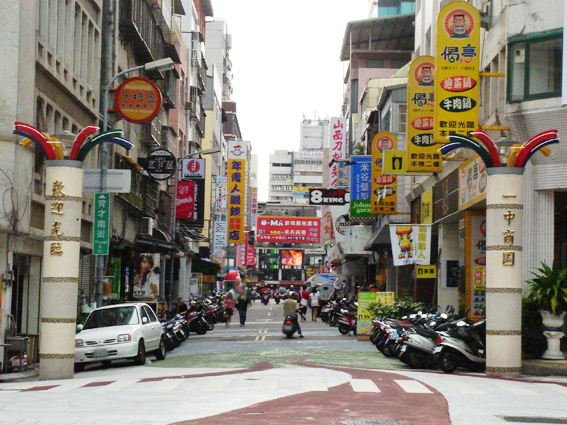
一中商圈
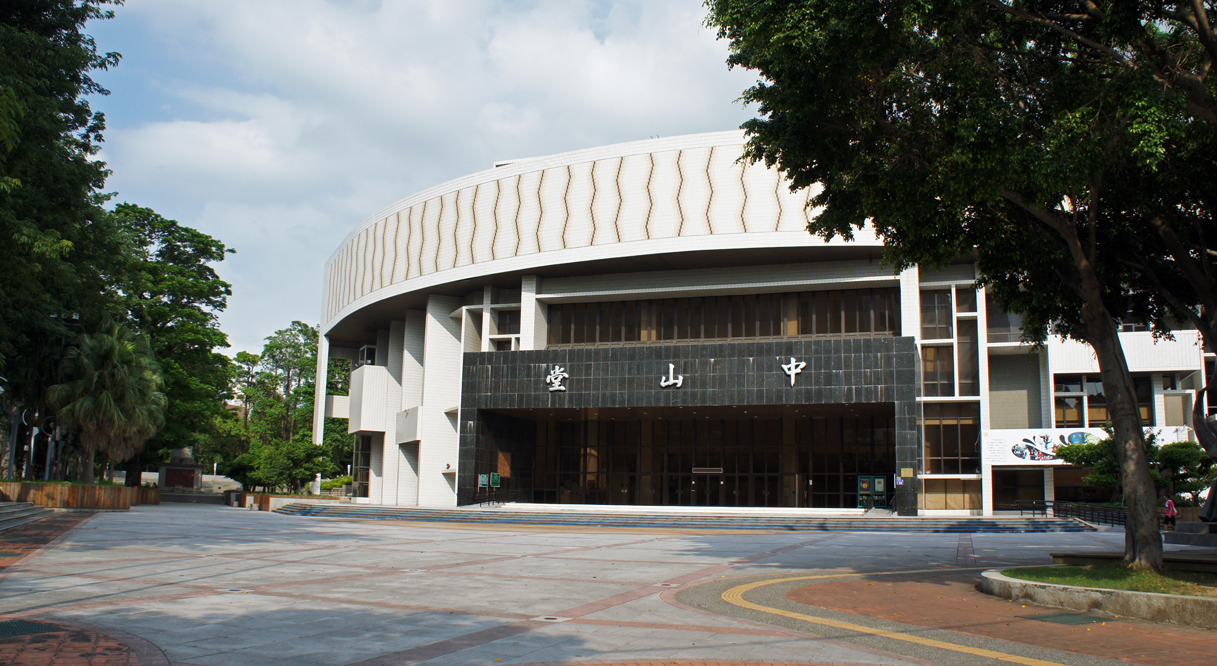
台中中山堂
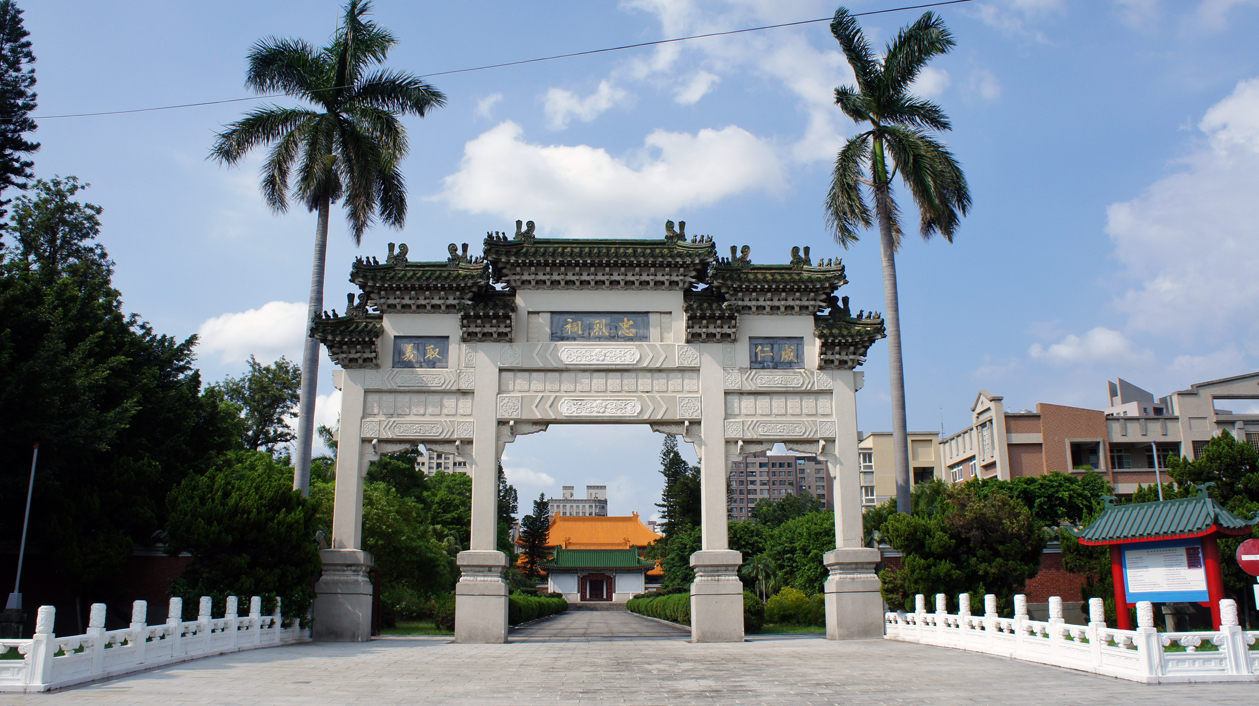
忠烈祠
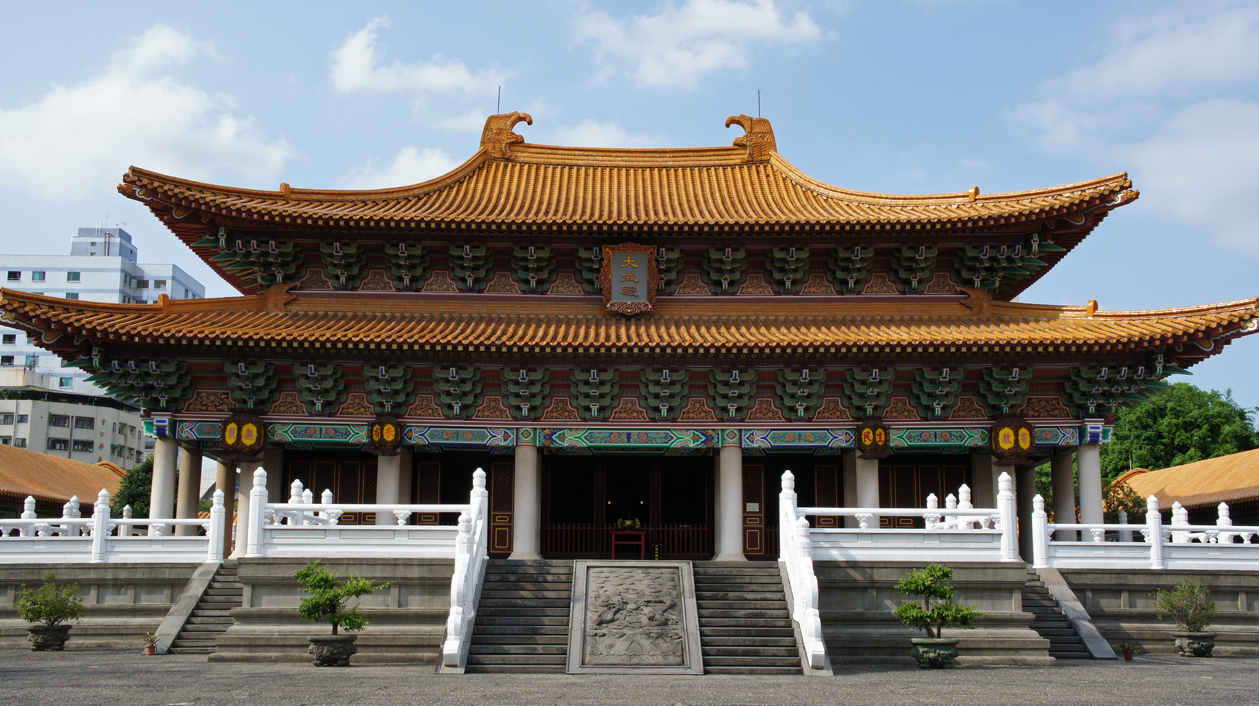
台中孔廟
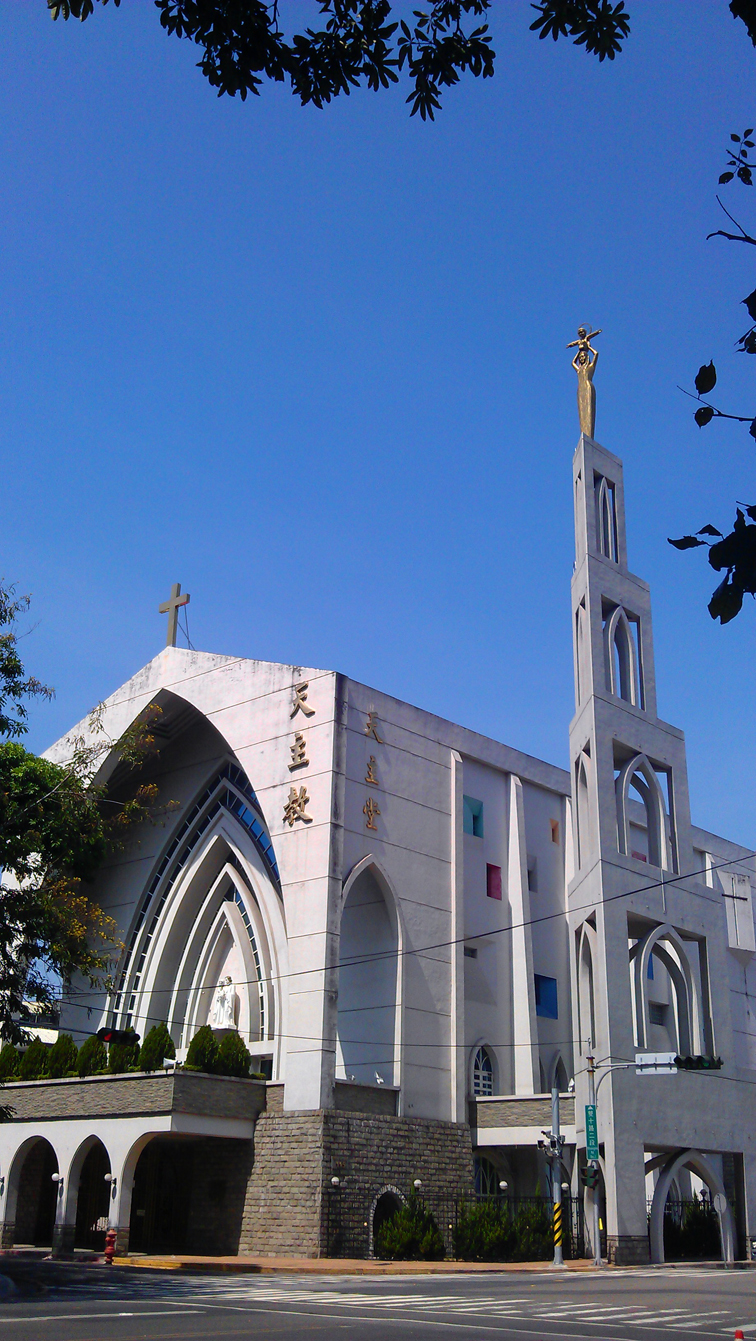
天主教法蒂瑪聖母堂
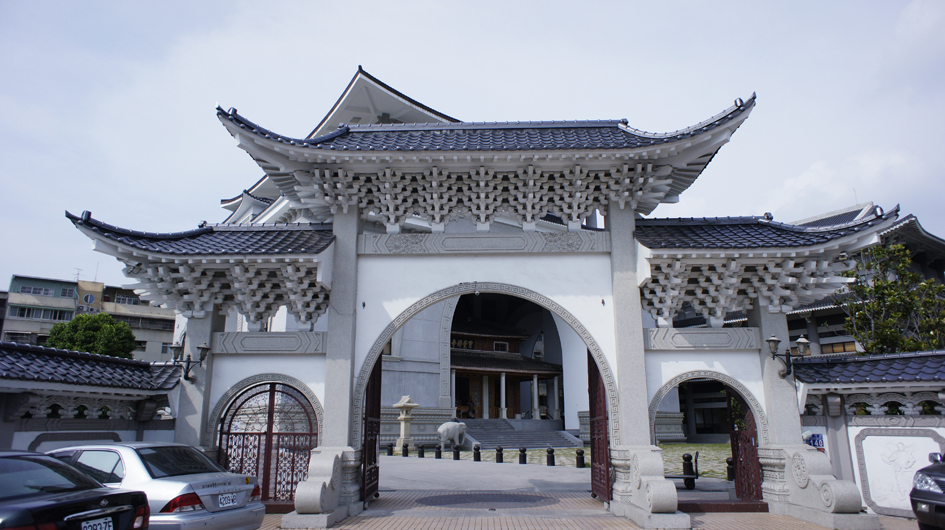
寶覺禪寺
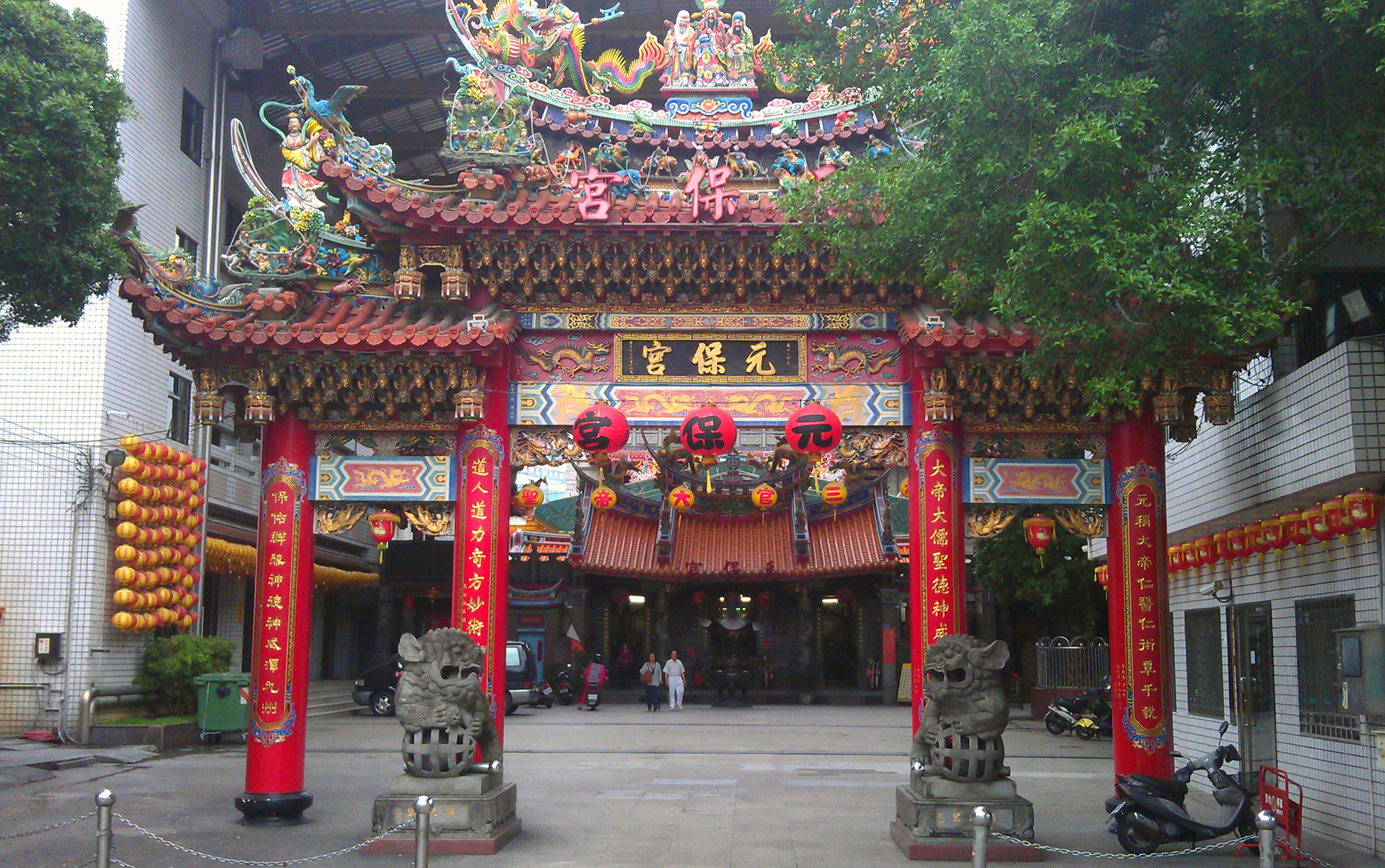
元保宮
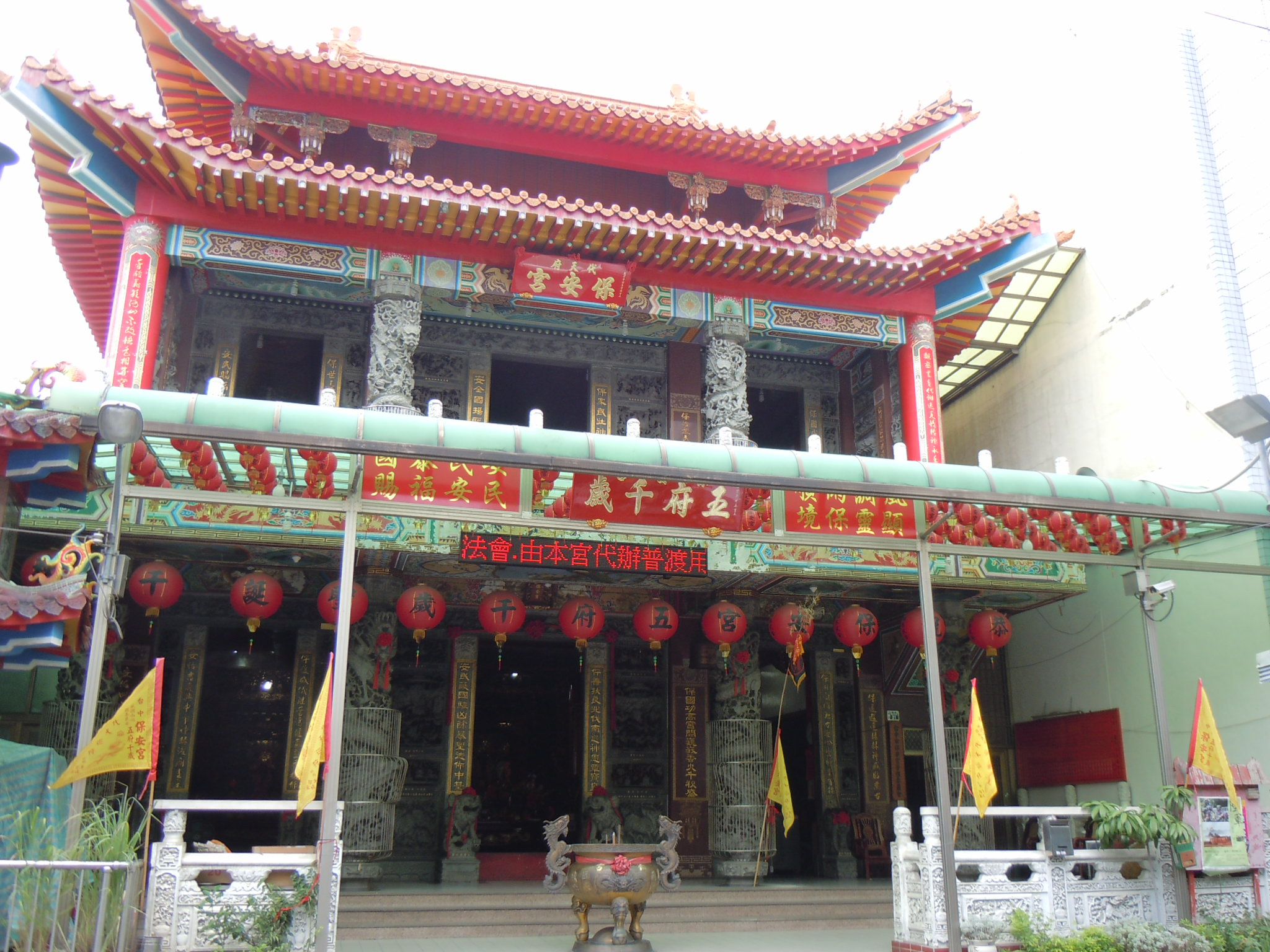
台中保安宮

## 外部連結
- 北區區公所